# Умершие в октябре 1945 года
Это список известных людей, соответствующих установленным критериям значимости (см. Википедия:Критерии значимости персоналий), умерших в октябре 1945 года.
Причина смерти указывается лишь в исключительных случаях (убийство, самоубийство, гибель в результате военных действий, смертная казнь, ДТП или несчастные случаи). В остальных случаях — не указывается.

## 1 октября
- Дмитрий Ковтюлев (26) — участник Великой Отечественной войны, Герой Советского Союза.

## 2 октября
- Дмитрий Стариков (24) — участник Великой Отечественной войны, Герой Советского Союза.

## 3 октября
- Николай Делегей (33) — подполковник Рабоче-крестьянской Красной Армии, участник Великой Отечественной войны, Герой Советского Союза.

## 4 октября
- Григорий Емельяненко (36) — советский военачальник, полковник.
- Арсений Карамышев (45) — генерал-майор Рабоче-крестьянской Красной Армии, участник Великой Отечественной войны.

## 5 октября
- Николай Галдиньш (43) — ваффен-оберштурмбаннфюрер Латышского добровольческого легиона СС.

## 8 октября
- Феликс Зальтен (76) — австрийский писатель, журналист, критик.

## 9 октября
- Степан Веребрюсов — полярный лётчик.

## 10 октября
- Эме-Жозеф Дарнан (48) — французский коллаборационист, член правительства Виши.
- Баязит Дим (36) — башкирский писатель. Участник Великой Отечественной войны.

## 12 октября
- Дмитрий Антонович (67) — украинский общественно-политический, государственный и культурный деятель, историк искусства.
- Александр Джапаридзе (46) — грузинский советский альпинист, заслуженный мастер спорта СССР.

## 15 октября
- Пьер Лаваль (62) — премьер-министр Франции (1931—1932, 1935—1936 и 1942—1944), деятель «режима Виши»; расстрелян.

## 17 октября
- Айо, Морис (83) — французский скрипач.

## 18 октября
- Виктор Курманович (68) — Генерал Украинской Галицкой Армии.
- Лев Толстой (76) — русский писатель, публицист и скульптор, сын Льва Николаевича Толстого.

## 19 октября
- Ньюэлл Уайет (62) — американский живописец, иллюстратор, основатель династии Уайетов.

## 20 октября
- Варвара Массалитинова (67) — советская актриса театра и кино.

## 21 октября
- Николай Борисов (32) — участник Великой Отечественной войны, Герой Советского Союза.
- Генри Арметта (57) — американский киноактёр.

## 23 октября
- Василий Артамонов (19) — участник Великой Отечественной войны, Герой Советского Союза.

## 24 октября
- Видкун Квислинг (58) — премьер-министр Норвегии (1942—1945).

## 25 октября
- Роберт Лей (55) — руководитель Германского трудового фронта (1933—1945); самоубийство.

## 26 октября
- Валентин Гришко (23) — старшина Рабоче-крестьянской Красной Армии, участник Великой Отечественной войны, Герой Советского Союза.
- Алексей Крылов (82) — русский и советский кораблестроитель.
- Поль Пеллио (67) — французский востоковед.

## 29 октября
- Борис Келлер (71) — российский и советский биолог, геоботаник, почвовед.

## 31 октября
- Василий Щербаков (32) — участник Великой Отечественной войны, Герой Советского Союза.